# Estació d'Antequera - Santa Ana
L'estació d'Antequera - Santa Ana és una estació d'alta velocitat propietat d'ADIF, situada a 17 km a l'oest del centre urbà d'Antequera. D'aquesta estació parteixen trens amb destinació a Algesires, Còrdova, Granada, Madrid i Màlaga.
Forma part de la LAV Còrdova-Màlaga al centre d'Andalusia.